# Lev Balandin
Lev Balandin   (Nijni Nóvgorod, 9 de setembre de 1934 - Moscou, 1980) fou un nedador rus, especialista en estil lliure, que va competir sota bandera de la Unió Soviètica durant la dècada de 1950.
Va prendre part en els Jocs Olímpics d'Estiu de 1952 i 1956, on va disputar tres proves en estil lliure del programa de natació. En totes elles quedà eliminat en sèries.
En el seu palmarès destaquen una medalla de plata i una de bronze al Campionat d'Europa de natació de 1954 i deu campionats nacionals: 4x200 metres lliures (1951–1954), 4x100 metres estils (1953–1955) i 100 metres lliures (1954–1956). Durant la seva carrera va establir set rècords del món i set rècords d'Europa en diferents proves de relleus.